# S.S. Doomtrooper

S.S. Doomtrooper est un téléfilm américain réalisé par David Flores et diffusé le 1er avril 2006 sur Sci Fi Channel.

## Synopsis
Durant la Deuxième Guerre mondiale, les Nazis inventent un "Super-soldat" pour combattre les Alliés. Les Américains décident d'envoyer six soldats pour l'arrêter; ils seront aidés par des Résistants français sur place.

## Fiche technique
- Titre : S.S. Doomtrooper
- Autres titre : Cyborg Soldier (Japon)
- Réalisation : David Flores
- Scénario : Berkeley Anderson
- Production : Jeffery Beach, Phillip J. Roth, T.J. Sakasegawa
- Société de production : Unified Film Organization (UFO), Combat Productions, Nu Image Films
- Musique : Jamie Christopherson
- Caméraman : Lorenzo Senatore
- Montage : Max Stone
- Costumes : Irena Veselinova
- Design : Kes Bonnet
- Effets spéciaux : Stefan Razlojki, Fred Aldeschulte, Daniel Dod, P.J. Foley, Dan Peters
- Pays d'origine : États-Unis
- Format : Couleurs
- Genre : Guerre, Science-fiction
- Durée : 90 minutes
- Lieu de tournage : Bulgarie
- Date de diffusion : 1er avril 2006 (États-Unis)

## Distribution
- Corin Nemec : Captain Malloy
- James Pomichter : Private Parker Lewis
- Marianne Filali : Mariette Martinet
- Ben Cross : Professeur Ullman
- Kirk B. R. Woller (en) : Lieutenant Reinhardt
- Harry Van Gorkum : Sergeant Digger
- Assen Blatechki (en) : Private Andy Papadakis
- Raicho Vasilev (en) : Corporal Porter
- John Haymes Newton : Jones
- Boris Pankin : General Carmichael
- Julian Bailey (en) : Jean-Michele
- Jonas Talkington : Corporal Johnson
- Lee Williams : Mr. Dougherty
- Linda Russeva : Eva
- Julian Vergov : Nazi Guard #1
- Johann Benét : Drunk Nazi
- Maxim Gentchev : Nazi Officer
- Evgeni Gospodinov : Citadel Guard #1
- Ivo Naidenov : Nazi SS Trooper
- Georgi Spasov : Ammo Depot Guard
- Daniel Tzotchev : SS Commander
- George Zlatarev : Radio Operator

## Autour du film
- Inspiration du film : voir Hulk et Return to Castle Wolfenstein.
- Un soldat du film s'appelle Parker Lewis, rôle qui fut joué par Corin Nemec dans la série des années 1990 Parker Lewis ne perd jamais.